# Барага (окръг, Мичиган)
Окръг Барага (на английски: Baraga County) е окръг в щата Мичиган, Съединени американски щати. Площта му е 2769 km². Към 2020 г. населението е 8 158, което го прави петият най-малко населен окръг в Мичиган. Административен център е град Лантс. Окръгът е кръстен на епископ Фредерик Барага, католически мисионер.

## География
Според Бюрото за преброяване на населението на САЩ, окръгът има обща площ от 1069 квадратни мили (2770 km 2), от които 898 квадратни мили (2 330 km 2) са земя и 171 квадратни мили (440 km 2) (16%) са вода.
Окръгът се намира в горния полуостров на щата на брега на Горното езеро, в югоизточната основа на полуостров Кюино. Селата Барага и Л'Анс са разположени в основата на залива Кюино на  Горното езеро. Полуостров Абей се намира на север в езерото, ограждайки залива Хюрон Бей. Източните две трети от окръга включват голяма част от планините Хюрон, включително планината Арвън - най-високата естествена точка в Мичиган на 1979 фута (603 м).

## История
Окръгът е създаден на 19 февруари 1875 г.

## Съседни окръзи
- Окръг Маркет (изток)
- Окръг Айрън (юг)
- Окръг Хоутън (запад)

## Правителство
Окръг Барага управлява окръжния затвор, поддържа селски пътища, управлява големите местни съдилища, записва актове, ипотеки и жизненоважни документи, администрира разпоредбите за обществено здравеопазване и участва с държавата в предоставянето на социални услуги. Окръжният съвет на комисарите контролира бюджета и има ограничени правомощия да издава закони или наредби. В Мичиган повечето функции на местното управление – полиция и пожарна, изграждане и зониране, данъчна оценка, поддръжка на улиците и т.н. – са отговорност на отделни градове и селища.